# Мілорадзиці
Мілорадзиці (пол. Miłoradzice, нім. Mühlrädlitz) — село в Польщі, у гміні Любін Любінського повіту Нижньосілезького воєводства.
Населення — 401 особа (2011).
У 1975-1998 роках село належало до Легницького воєводства.

## Демографія
Демографічна структура станом на 31 березня 2011 року:
|          | Загалом | Допрацездатний вік | Працездатний вік | Постпрацездатний вік |
| -------- | ------- | ------------------ | ---------------- | -------------------- |
| Чоловіки | 209     | 48                 | 148              | 13                   |
| Жінки    | 192     | 28                 | 117              | 47                   |
| Разом    | 401     | 76                 | 265              | 60                   |